# قطعنامه ۵۶۶ شورای امنیت
قطعنامه ۵۶۶ شورای امنیت سازمان ملل متحد که در تاریخ ۱۹ ژوئن ۱۹۸۵ تصویب شد، سندی بین‌المللی دربارهٔ نامیبیا است. این قطعنامه طی نشست ۲۵۹۵ام با ۱۳ موافق، ۰ مخالف و ۲ ممتنع تصویب شد.